# Джаны-Арык (Шайданский айылный аймак)
Джаны-Арык (кирг. Жаңы-Арык) — село в Ноокенском районе Джалал-Абадской области Кыргызстана. Входит в состав Шайданского айылного аймака.

## География
Село расположено в южной части области, на правом берегу реки Шайдан-Сай, на расстоянии приблизительно 3 километров (по прямой) к северо-востоку от села Масы, административного центра района. Абсолютная высота — 884 метра над уровнем моря.

## Население
Согласно оценочным данным Национального статистического комитета Кыргызской Республики, численность населения села на начало 2023 года составляла 2260 человек.
| год     | 2009 | 2014 | 2015 | 2020 | 2021 | 2023 |
| ------- | ---- | ---- | ---- | ---- | ---- | ---- |
| человек | 2439 | 2152 | 2047 | 2068 | 2203 | 2260 |